# Martin Kleinmann

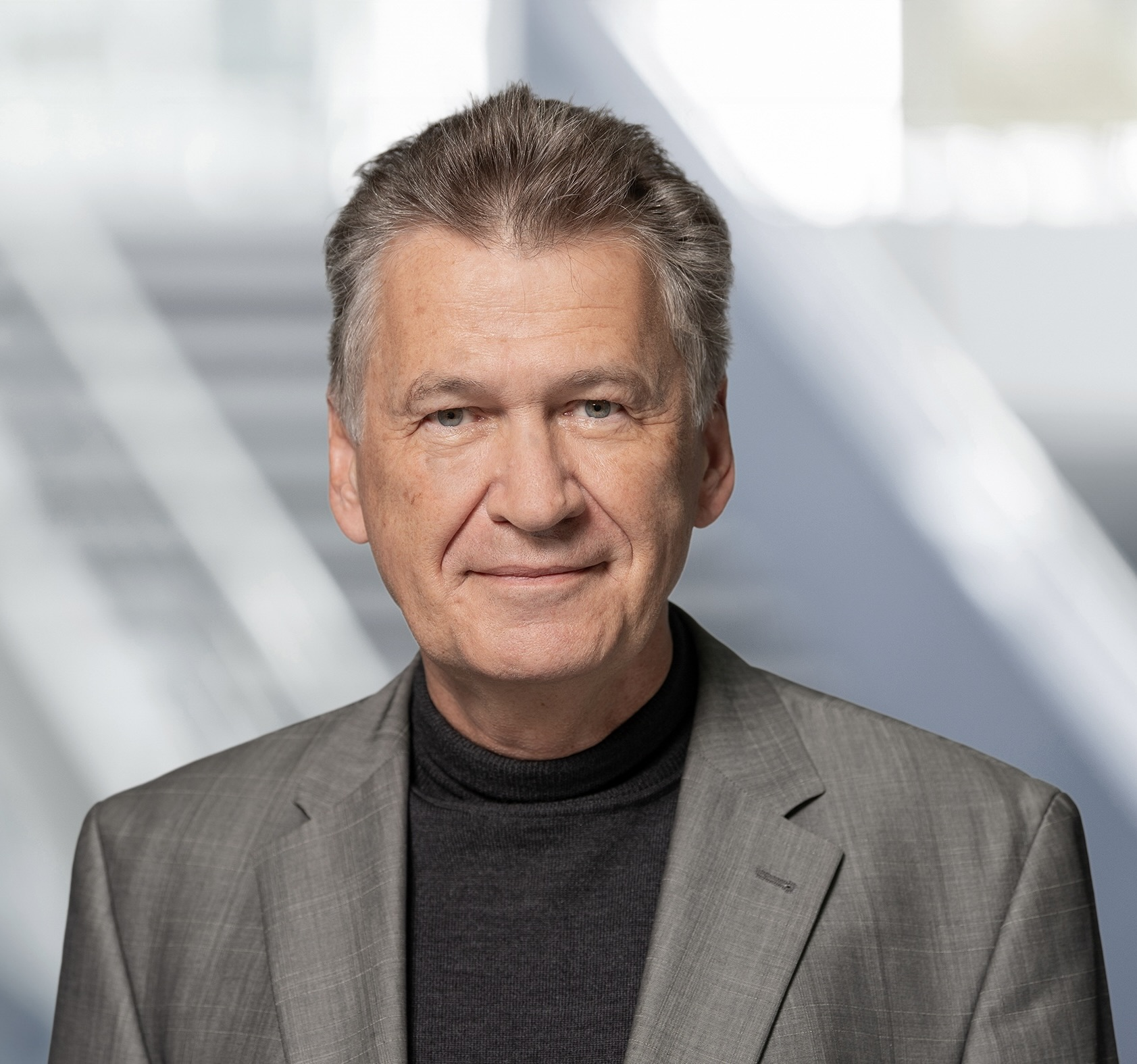
Martin Kleinmann (2023)

Martin Kleinmann (* 1960) ist ein deutsch-schweizerischer Psychologe und Professor für Arbeits- und Organisationspsychologie an der Universität Zürich. Er wurde zum 31. Juli 2025 emeritiert. Danach ist er an der Universität Zürich bis zum 31. Juli 2028 privatrechtlich in Teilzeit angestellt.

## Ausbildung und Tätigkeit in Deutschland
Kleinmann studierte von 1981 bis 1987 Psychologie und Informatik an den Universitäten Kiel und Konstanz. Es schloss sich eine Tätigkeit als wissenschaftlicher Mitarbeiter am Psychologischen Institut der Universität Kiel vom August bis Dezember 1987 an. Vom Januar 1988 bis März 1989 arbeitete er als Betriebspsychologe bei Henkel in Düsseldorf. Im April 1989 kehrte er an die Universität Kiel zurück, und im März 1991 promovierte er an der Universität Kiel zum Dr. phil. Er habilitierte sich ebenda für das Fach Psychologie im Juli 1995.
Im Oktober 1997 erhielt er einen Ruf auf die C3-Professur für Arbeits-, Betriebs- und Organisationspsychologie an der Philipps-Universität Marburg, wo er bis Dezember 2002 wirkte. Einen Ruf auf eine C4-Professur an die Universität Bielefeld lehnte er im November 2000 ab, seine Stelle an der Universität Marburg wurde 2003 in eine C4-Professur umgewandelt.
Von 2000 bis 2002 war er Dekan und Prä- bzw. Postdekan des Fachbereiches für Psychologie der Universität Marburg.
1997 erhielt er den Landeslehrpreis des Landes Schleswig-Holstein.

## Tätigkeit an der Universität Zürich
Seit September 2003 ist er Ordentlicher Professor am Psychologischen Institut der Universität Zürich (UZH) für Arbeits- und Organisationspsychologie. Per Ende Juli 2025 wurde er emeritiert und bis Juli 2028 weiter in Teilzeit an der UZH angestellt.
Zu seinem Lehrangebot gehören die Vorlesung Arbeits- und Organisationspsychologie, diverse Seminare und Forschungskolloquia sowie Wissenschafts-, Praxis-, und Gästekolloquia.
Von 2004 bis 2010 war er Direktoriumsmitglied des staatlich anerkannten Weiterbildungsstudiengangs Master of Advanced Studies in Psychology of Career Counseling and Human Resources Management MASP-CC&HRM der Universitäten Bern, Freiburg und Zürich.
Kleinmann erhielt als einer von drei Gewinnern den UZH Mentoring Award 2021 des Graduate Campus. Mit diesem Award werden Betreuer an der UZH für hervorragende Betreuung und Nachwuchsförderung ausgezeichnet.
Im Jahr 2013 entwickelte er gemeinsam mit Benedikt Hell der Fachhochschule Nordwestschweiz ein Self Assessment für Psychologiestudierende, um die Vorstellungen der Bewerber realistischer auszurichten. 46 % der Studierenden brachen das Studium ab, was auch an falschen Erwartungen lag. Das Self Assessment wird bis heute angeboten.

### Funktionen
Von 2017 bis 2025 war er Vorsitzender der Personalkommission der Universität Zürich. Dort begleitete er ein Pilotprojekt, wie man möglichst ein differenziertes Bild von den Kandidaten erlangen kann, das auch strukturierte Interviews nutzte. Das Projekt bezog sich auf die Auswahl von allen neu berufenen Professoren. Es ging um die Erfassung von Führungskompetenz und universitärem Engagement in der Selbstverwaltung.
Von 2012 bis 2016 war er Direktor des Psychologischen Instituts der Universität Zürich und 2013 bis 2015 Präsident der Vereinigung der Institutsdirektoren psychologischer Institute der Schweiz.
2006 bis 2010 war er Präsident der German Society for Industrial and Organizational Psychology.
Von 2002 bis 2011 hatte er Herausgeberfunktionen für die Zeitschrift für Personalpsychologie bzw. das Journal of Personnel Psychologie. Er ist weiterhin Mitglied des Editorial Board.
2004 bis 2010 hatte er Leitungsfunktionen in der Fachgruppe Arbeits-Organisationspsychologie und Wirtschaftspsychologie der DGPs, und im Jahr 2014 wurde er Fellow der Society for Industrial and Organizational Psychology (SIOP).
Von 2004 bis 2011 war er Mitglied im Beirat Eignungstest für das Medizinstudium der Schweizerischen Universitätskonferenz, welcher den sachgerechten Einsatz dieses Verfahrens und seine Weiterentwicklung beaufsichtigte.

## Forschung
Martin Kleinmann gibt folgende Forschungsinteressen an: Konstruktvalidität von Personalauswahlverfahren, Leistungsbeurteilung in verschiedenen Kontexten, Zeitmanagement, Arbeitsplatzunsicherheit, Meetings, Ability to Identify Criteria (ATIC) – individuelle Fähigkeit zur Erkennung relevanten Verhaltens in sozialen Kontexten.
Kleinmann hat Stand März 2025 16 Projekte als Antragsteller oder Mitantragsteller beim Schweizerischen Nationalfonds erfolgreich abgeschlossen oder in Bearbeitung. Dazu gehörten bzw. gehören:
- Ursachen des Selbstdarstellungsverhaltens in verschiedenen Auswahlverfahren und deren Konsequenzen für die Kriteriumsvalidität (2009 bis 2014)
- Wie können Sitzungen verbessert werden? Entwicklung einer Skala (Meeting procedure scale) (2009 bis 2015)
- Einflussfaktoren auf die Konstruktvalidität von Assessment-Center-Beurteilungen  (2010 bis 2014)
- Verhaltensorientierte Messung von Persönlichkeit und transformationaler Führung in Assessment Centers und strukturierten Interviews (2014 bis 2018),
- Entwicklung einer adaptiven Führung: Zur Rolle von Führungskognitionen und ‑verhalten für eine situationsangepasste Führung (2018 bis 2023)
- Adaptive Führung verstehen: Antezedenzien und Konsequenzen von Führungskognition und ‑verhalten für situationsangemessene Führung (2023 bis 2025)
- Verbesserung der Bewertung der Persönlichkeit bei der Personalauswahl zur Vorhersage verschiedener Leistungsbereiche (2019 bis 2025)

## Ausgewählte Publikationen
ResearchGate kennt Stand Juli 2025 144 Publikationen von Kleinmann, die 3415 Mal zitiert wurden. In Google Scholar sind für seine Arbeiten mit Stand Juli 2025 5917 Zitierungen erfasst bei einem h-Index von 44. Die Publikationen sind auch auf seiner Institutsseite angegeben.
Kleinmann ist Mitherausgeber der Buchreihe «Praxis der Personalpsychologie» im Hogrefe Verlag.

### Artikel
- A. L. Heimann, P. V. Ingold, M. Kleinmann (2020). Tell us about your leadership style: A structured interview approach for assessing leadership behavior constructs. Leadership Quarterly, 31(4), 101364. (einer der bedeutendsten Artikel der letzten 5 Jahre laut SIOP)[21]

### Bücher
- M. Kleinmann, C. König (2018). Selbst- und Zeitmanagement. Göttingen: Hogrefe. ISBN 978-3-8017-1494-9
- M. Kleinmann (2013). Assessment Center (2. erw. u. überarb. Aufl.). Göttingen: Hogrefe. ISBN  978-3-8017-2484-9
- M. Kleinmann, D. Manzey, S. Schumacher, E. Fleishman (2010). F-JAS. Fleishman Job Analyse System für eigenschaftsbezogene Anforderungsanalysen. Göttingen: Hogrefe (Testverfahren).[22]
- M. Kleinmann, B. Strauß (Hrsg.) (2000). Potentialfeststellung- und Personalentwicklungssysteme (2. erw. u. überarb. Aufl.). Göttingen: Hogrefe. ISBN 978-3-8017-1349-2
- M. Kleinmann (1997). Assessment Center. Stand der Forschung – Konsequenzen für die Praxis. Göttingen: Hogrefe. ISBN 978-3801710057
- B. Strauß, M. Kleinmann (Hrsg.) (1995). Computersimulierte Szenarien in der Personalarbeit. Göttingen: Verlag für Angewandte Psychologie ISBN 978-3801708474